# Bhimavaram
Bhimavaram (o Bheemavaram) è una suddivisione dell'India, classificata come municipality, di 137.327 abitanti, situata nel distretto del Godavari Occidentale, nello stato federato dell'Andhra Pradesh. In base al numero di abitanti la città rientra nella classe I (da 100.000 persone in su).

## Geografia fisica
La città è situata a 16° 31' 60 N e 81° 31' 60 E e ha un'altitudine di 5 m s.l.m..

## Società

### Evoluzione demografica
Al censimento del 2001 la popolazione di Bhimavaram assommava a 137.327 persone, delle quali 69.487 maschi e 67.840 femmine. I bambini di età inferiore o uguale ai sei anni assommavano a 14.886, dei quali 7.568 maschi e 7.318 femmine. Infine, coloro che erano in grado di saper almeno leggere e scrivere erano 99.795, dei quali 53.198 maschi e 46.597 femmine.